# Kim Hagsted
Kim Hagsted es un deportista danés que compitió en remo. Ganó cuatro medallas en el Campeonato Mundial de Remo entre los años 1980 y 1986.

## Palmarés internacional
| Campeonato Mundial | Campeonato Mundial       | Campeonato Mundial | Campeonato Mundial        |
| Año                | Lugar                    | Medalla            | Prueba                    |
| ------------------ | ------------------------ | ------------------ | ------------------------- |
| 1980               | Malinas (Bélgica)        | Medalla de plata   | Cuatro sin timonel ligero |
| 1982               | Lucerna (Suiza)          | Medalla de bronce  | Cuatro sin timonel ligero |
| 1983               | Duisburgo (RFA)          | Medalla de bronce  | Ocho con timonel ligero   |
| 1986               | Nottingham (Reino Unido) | Medalla de bronce  | Ocho con timonel ligero   |